# Kim Yeong-gi
Kim Yeong-gi (김영기?; 7 gennaio 1936) è un ex cestista e allenatore di pallacanestro sudcoreano.

## Carriera
Da giocatore con la Corea del Sud ha disputato i Giochi di Melbourne 1956 e di Tokyo 1964.
Da allenatore ha guidato la Corea del Sud ai Campionati del mondo del 1970.